# فرودگاه گراتون–نیو لندن
فرودگاه گراتون-نیو لندن (به انگلیسی: Groton-New London Airport) یک فرودگاه همگانی بهره‌برداری هوایی با کد یاتا GON است که یک باند فرود آسفالت دارد و طول باند آن ۱۵۲۴ متر است. این فرودگاه در کشور ایالات متحده آمریکا قرار دارد و در ارتفاع ۳ متری از سطح دریا واقع شده‌است.